# Trnovci
Trnovci – wieś w Słowenii, w gminie Sveti Tomaž. 1 stycznia 2018 liczyła 137 mieszkańców.